# André Nascimento (jogador de futebol de praia)
André Álvaro Batista do Nascimento, mais conhecido como André Bigode, ou simplesmente André (Canguaretama, 26 de maio de 1977), é um jogador de futebol de areia brasileiro que atua como pivô. Atualmente joga pelo Sampaio Corrêa.

## Carreira
André teve sua primeira convocação para a Seleção Brasileira no ano de 2004, mas só conseguiu afirmar-se de vez 2007. André participou das edições de 2006, 2007, 2008, 2009 e 2011 da Copa do Mundo FIFA. Ele é o 5º maior artilheiro da Seleção Brasileira com 228 gols. 
No ano de 2015, André foi anunciado como novo reforço do Sampaio Corrêa.

## Títulos
- Tetracampeão da Copa do Mundo FIFA (09/08/07/06)
- Vice-campeão da Copa do Mundo FIFA (11)
- Vice-campeão da Copa Intercontinental (11)
- Pentacampeão das Eliminatórias (11/09/08/06/05)
- Campeão da Liga das Américas (00)
- Campeão do Campeonato Sul-Americano (08)
- Bicampeão do Campeonato Mundial
- Pentacampeão do Mundialito
- Campeão da Liga da Rússia
- Campeão do Campeonato Brasileiro (07)
- Ouro nos Jogos Odesur de Praia (11/09)
- Terceiro colocado no Mundialito de Clubes (11)
- Campeão do Campeonato Brasileiro de Clubes (2012)
- Campeão do Mundialito de Clubes (2013)[2]

## Prêmios individuais
- 'Bola de Prata' e 'Chuteira de Ouro' (Copa do Mundo FIFA 2011)
- 'Melhor Jogador' do Campeonato Brasileiro (2008/2007)
- Artilheiro do Mundialito de Clubes (16 gols)
- Artilheiro da Copa Brasil (9 gols)